# Chengnan (sockenhuvudort i Kina, Hubei Sheng, lat 30,35, long 112,18)
Chengnan (kinesiska: Chengnan Jiedao, 城南) är en sockenhuvudort i Kina. Den ligger i provinsen Hubei, i den centrala delen av landet, omkring 200 kilometer väster om provinshuvudstaden Wuhan. Antalet invånare är 140 212. Befolkningen består av 66 409 kvinnor och 73 803 män. Barn under 15 år utgör 7,0 %, vuxna 15-64 år 87 %, och äldre över 65 år 5,0 %.
Runt Chengnan är det tätbefolkat, med 369 invånare per kvadratkilometer. Närmaste större samhälle är Shashi, 8,0 km sydost om Chengnan. Trakten runt Chengnan består till största delen av jordbruksmark.
Genomsnittlig årsnederbörd är 1 247 millimeter. Den regnigaste månaden är maj, med i genomsnitt 183 mm nederbörd, och den torraste är december, med 19 mm nederbörd.